# Vals speldenkussentje
Het vals speldenkussentje (Thelenella modesta) is een korstmos van het geslacht Thelenella uit de familie Thelenellaceae. Het groeit op het hout van vrijstaande bomen met neutrale, mineraalrijke schors.

## Taxonomie
De soort werd onder de naam Verrucaria modesta voor het eerst beschreven door William Nylander in 1853. Twee jaar later, in 1855, verplaatste Nylander de soort naar het geslacht Thelenella en beschreef de soort voor het eerst onder zijn huidige naam.

## Kenmerken
Het thallus is korrelig en van gemiddelde dikte. Het varieert qua kleur van geelgrijs tot roze of roodbruin; in een herbarium verbleekt dit naar een bleek soort grijs. De perithecia liggen verspreid op het korstmos en hebben een donkerbruine kleur. De sporenzakjes hebben een cilindrische vorm en dragen elk vier tot acht sporen. De ascosporen en conidia zijn kleurloos.

## Verspreiding
De soort is in Europa met name te vinden in de gematigde klimaatzone en in en rond het Middellandse Zeegebied. Buiten Europa kan de soort worden gevonden in mediterraan Noord-Afrika, in Noord-Amerika en in Australië.
Uit een groot onderzoek in de jaren tachtig in het Rijksherbarium naar de in Nederland verzamelde korstmossen van vóór 1910 bleek dat er tientallen collecties waren van het vals speldenkussentje. Omdat de soort over het hoofd gezien was door de toenmalige onderzoekers, duurde het tot de jaren tachtig tot de soort 'nieuw' gevonden werd in Nederland. Ondanks de eerdere verspreiding werd de soort reeds volgens de Nederlandse Rode Lijst van korstmossen uit 1998 officieel als 'verdwenen uit Nederland' beschouwd, wat met de lijst van 2015 onveranderd bleef. Het vals speldenkussentje werd nochtans in de eerste helft van de jaren 2010 nog een enkele keer waargenomen in Zeeland.